# Восточнопхеньянский Большой театр
Восточнопхеньянский Большой театр или Большой театр Восточного Пхеньяна (кор. 동평양대극장) — театр, расположенный в столице КНДР городе Пхеньяне.
Был открыт 18 мая 1989 года по случаю проведения XIII Всемирного фестиваля молодёжи и студентов 1989 года.
Общая площадь 4-этажного здания 62 000 м². Главный зал рассчитан на 1500 мест. Большой зал с колоннадой (вестибюль) украшен фреской с изображением водопада Ульрим, созданной 30 художниками из Художественной студии Мансудэ примерно за два месяца. Высота второго этажа — 33 м, тут находится большая фреска «Пруд Самджион».
В январе 2007 года были завершены работы по модернизации нового театра: изначально аудитория составляла 2 000 мест, теперь она переоборудована на 1 500 мест.
Театр является местом проведения представлений, прославляющих лидеров Северной Кореи и национальных достижений, а также «революционных опер, изображающих борьбу Северной Кореи в песнях и танцах».
27 и 29 сентября 2002 года здесь дважды проходили выступления артистов Северной и Южной Кореи. В 2008 году состоялось первое в истории КНДР выступление западного симфонического коллектива, которым стал Нью-Йоркский филармонический оркестр, концерт, ставший первым значительным культурным визитом Соединенных Штатов в Северную Корею после окончания Корейской войны.

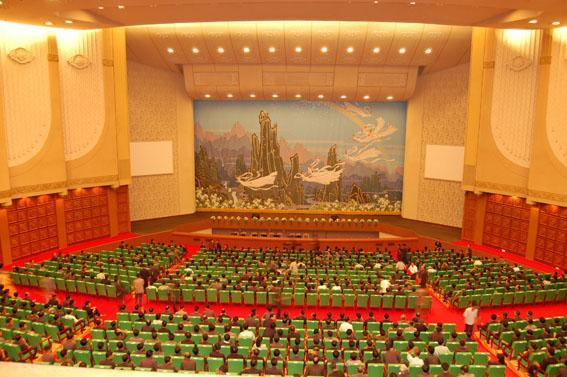
Зрительный зал Большого театра, 2006
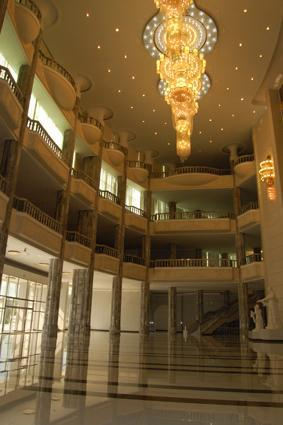
Вестибюль и люстры, 2006